# 坡底
坡底（華：pō dǐ，閩：pho-té/tóe，粵：bo2 dai2）是新馬華語的一個漢字詞彙，指的是城市的中心地帶，通常也是商務的集中區域。「坡」字其實是「埠」的俗字，原意指的是舶船碼頭，引伸指稱城市開埠時最先通商往來的地區，因為發展之利成為商務匯聚的區域，而衍生出市區的意思。

## 辭義
坡。《說文》阪也。阜部。从土皮聲。《山水純》曰：「言阜者土山也，小堆曰阜，平原曰坡，坡高曰隴。」用在地名指稱山鑾附近的地勢，但此處詞語的「坡」其實是「埠」的俗字。
埠。从土阜聲。《正字通》同埗。舶船埠頭。《通雅》埠頭，水瀕也。又籠貨物積販商泊之所。引伸指稱最早開放通商來往的城市。
底。《說文》止居也。一曰下也。从广氐聲。《玉篇》止也，下也。引伸為末端、裡邊之意思。此處是指埠內、城裡之涵義。
兩字合成「坡底」一詞，指的是在一條有通商之利的河流，河流入海口之處建造埠頭，最早發展形成的對外商貿聚集中心；從這條河流向內地更深處發展時，再建造埠頭形成的聚落稱為「港腳」，往外靠海域處的聚落則稱為「港口」或「海口」。

## 適用地區
檳城華人（尤指檳榔嶼華人）所稱的坡底是指喬治市，開埠時曾有過「新埠」之稱謂，相對於市區的浮羅池滑和牛汝莪等地為市郊，峇六拜、峇都茅、公巴等郊外地區則稱為「山頂」（soan téng）。
吉隆坡周圍區域的華人稱吉隆坡市區為坡底，尤指市中心的武吉免登、半山芭、秋杰、甘榜峇魯、金馬律、城中城、茨廠街、何清園、燕美、十五碑、沙叻秀一帶，但本埠華人並沒有使用「坡底」的地名用語。值得一提的是根據許雲樵在《馬來亞叢談》及《馬來亞地名掌故談》的說法，「吉隆坡」的譯名並不是源自的音譯，「吉隆」一詞其實是的譯音、「坡」是埠的訛字，「巴生」地名則是源自的音譯。
新山華人所稱的坡底是指新山市區，相對於市區的埔來、地不佬、避蘭東等地為郊區。峇株巴轄華人所稱的坡底是指峇株巴轄市區，正式名稱為帆加蘭市。麻坡華人所稱的坡底是指麻坡市區，正式名稱為「香妃城」（Bandar Maharani Bandar Diraja）。
新加坡華人所稱的坡底可以分為「大坡」和「小坡」，以新加坡中區的埃爾金橋為界線，新加坡河下游的橋南路、新橋路一帶為大坡，包括丹戎巴葛、牛车水、芳林、直落亞逸、合樂等地区；中上游的橋北路、維多利亞街、奎因街、滑鐵盧街、明古連街、布連拾街、實利基路一帶為小坡，包括武吉士等地區。
砂拉越華人所稱的「坡」是另外一種意思，它是縣之下的分區（相當於西馬的巫金），管轄約百多戶居民的區域，領袖稱為「坡長」（Penghulu Cina）；坡長之下的「甲長」（Kapitan Cina）管轄約幾十戶居民的區域，甲長之職權相當於西馬的村長；坡長之上的「區長」（Pemanca Cina）則是管轄由縣內幾個坡所組成的區域。

## 相關詞彙
| 衍生詞     | 正字       |
| ---------- | ---------- |
| 本坡       | 本地、本埠 |
| 外坡       | 外地、外埠 |
| 出坡       | 出埠       |
| 下坡、落坡 | 落埠       |
| 過坡       | 過埠       |
| 到坡       | 到埠、抵埠 |

本地的城市稱為「本坡」，正字的寫法是「本埠」；外地的城市稱為「外坡」，正字的寫法是「外埠」；離開本地到外地工作或旅行，稱為「出坡」，正字的寫法是「出埠」（ceot1 fau6）；抵達目的地稱為「到坡」，正字的寫法是「到埠」（dou3 fau6）。城里人稱為「坡底人」，郊外或鄉下人稱為「山頂人」或「山區人」（soan khu lâng）。

## 另見
- 州府、縣府、市府
- 下城區、主城區、市區
- 市中心、中心商務區
- 市域、建成區、人口集中地區
- 商埠、商圈、商業區
- 大街、高街
- 埠頭、海口、港口、港腳
- 港主制度、厝港